# Manual del Guerrero de la Luz
El Manual del Guerrero de la Luz -en portugués O manual do guerreiro da luz-  es una obra del escritor brasileño Paulo Coelho que se publicó en 1997. 
Algunos de los textos incluidos en el libro se habían publicado en Maktub (en árabe, "está escrito"), columna publicada en el diario Folha de São Paulo, y otros diarios brasileños entre 1993 y 1996. Cada texto se compone de tan sólo once líneas. 
Para el autor, el grado de impregnación entre él y esta obra es tal que se convirtió en el "libro clave" para la comprensión de su universo. "El Manual del guerrero de la luz es tan importante para mi como lo fue el Libro rojo para Mao." 
El libro se transforma en obra de referencia para millones de lectores, también. 

## Argumento
El Manual del guerrero de la luz es el compañero espiritual de El Alquimista, el best seller internacional que ha cautivado a millones de lectores en todo el mundo. 
Este libro reúne una serie de textos para recordarnos que en cada uno de nosotros vive un guerrero de la luz. Alguien capaz de escuchar el silencio de su corazón, de aceptar las derrotas sin dejarse abatir, de alimentar la esperanza en medio del desánimo y del cansancio.
Cada uno de estos textos nos invita a vivir nuestros sueños, a abrazar las incertidumbres de la vida y a atrevernos a perseguir nuestro singular destino. 
Paulo Coelho muestra a los lectores cómo embarcarse en el aprendizaje del guerrero: aquel que aprecia el milagro de estar vivo, aquel que acepta el fracaso y aquel cuya misión le lleva a la plenitud y la alegría.

## Publicación
El Manual del guerrero de la luz fue el primer libro de Paulo Coelho publicado en el extranjero antes de salir en portugués.

### En Italia
El Manual del guerrero de la luz nació de una sugerencia de Elisabetta Sgarbi. Entusiasmada con el éxito de los libros del autor en Italia, se puso en contacto con Mônica Antunes, la agente del escritor, para saber si el autor tenía algún trabajo inédito para la colección Assagi, que Bompiani acababa de crear. Paulo Coelho hacía tiempo que rumiaba la idea de consolidar en un único libro anotaciones y reflexiones registradas a lo largo de los años.
Vendería más de un millón de copias, convirtiéndose en el libro de más éxito del autor en el país, después de El Alquimista y de Once Minutos, y una década después de su publicación (por Bompiani) todavía mantenía una media de cien mil ejemplares al año.
La popularidad del Manuale del guerriero della luce en Italia adquirió tal dimensión que, a finales de 1997, la estilista Donatella Versace, hermana y heredera de Gianni Versace, muerto el año anterior, anunció que la colección de la marca para 1998 estaba inspirada en el libro de Paulo.

### En el mundo
Cuando se lanzó mundialmente, el Manual del Guerrero de la Luz iba precedido por su éxito en Italia. 
El libro apareció en las listas de más vendidos de innumerables países.

### En México
Durante la visita del autor a la feria de Guadalajara, diciembre de 2001, se encontró con un grupo de lectores que se denominaban “guerreros de la luz”, integrado por varias personas de diferentes nacionalidades.

## Traducciones
El Manual del guerrero de la luz se ha publicado a 35 idiomas diferentes: albanés, alemán, árabe, azerí, búlgaro, catalán, croata, checo, chino (complejo), esloveno, español, farsi, finlandés, francés, georgiano, griego, hebreo, holandés, húngaro, indonesio, inglés, italiano, letón, lituano, macedonio, malayalam, malayo, noruego, polaco, portugués, rumano, ruso, serbio, turco y vietnamita.

## Inspiración
El concepto de que en cada uno de nosotros vive un “guerrero de la luz” – alguien siempre empeñado en realizar su sueño– es una filosofía que Paulo Coelho tiene muy interiorizada y presente en su día a día.
Es por este motivo que esta expresión (“guerrero de la luz”) aparece en varios de sus libros como en El Alquimista, Las Valquirias, A orillas del río Piedra me senté y lloré, La Quinta Montaña o Aleph.

## Premios
Libro de Oro por Manual del guerrero de la luz (Argentina, 1999).